# 新经典文化 (台湾)
新經典文化，是一間台灣出版公司，公司名稱為新經典圖文傳播有限公司，創辦人兼總編輯為作家張大春的妻子葉美瑤，出版包括中國作家韓寒、艾米，台灣作家朱天文、張大春、楊照等人著作，也曾引進日本漫畫《深夜食堂》。

## 沿革
- 2010年4月28日，新經典圖文傳播有限公司成立。在台北新經典文化成立茶會上，中國新經典文化公司副總經理猿渡靜子狂言，「我們出版村上春樹的《1Q84》，首印即一百二十萬冊」。巧合的是，《1Q84》也是當天茶會的主人、台灣新經典文化總編輯葉美瑤在時報文化的代表作之一[2]。

### 中資爭議
2013年12月23日，民進黨立委鄭麗君指控，中國的新經典文化2010年透過人頭投資成立台灣的新經典，文化部卻毫無所悉，也無視陸資透過類似模式在台出版界生根。對此，新經典創辦人兼總編輯葉美瑤說，她是新經典的唯一負責人，公司沒有任何中資，出版社不但從未出版過任何大陸新經典有關的書籍，甚至還出版中國異議人士韓寒的書，「如果有中資，可能讓我這麼做嗎？」而在經濟部登記中，台灣新經典由葉美瑤獨資。葉美瑤說，新經典的資本額只有新台幣200萬，由她獨資成立，1個月只出1本書，年營業額只有2000萬。從2010年成立以來，根本不曾出版過任何一本中國新經典的書，她不能了解立委竟然連查證都沒有，就先把帽子扣上。台灣新經典登記全名是「新經典圖文傳播有限公司」，之所以兩家都叫新經典，葉美瑤解釋，新經典成立時確有和中國新經典合作的想法，因此直接以新經典名稱來登記，之後發現現行法令限制，雙方根本不可能合作，名稱既然登記了就沿用到現在。此外，張大春也出面痛罵鄭麗君不用功、怠惰，從網路找材料。張大春說他愛賺人民幣，為什麼要怕中資，但究竟有沒有違規、牽扯中資？張大春說，資金部分他不知道。

## 外部連結
- 新經典文化的Facebook專頁
- 新經典文化的Instagram帳戶